# Naso tergus
A Naso tergus a sugarasúszójú halak (Actinopterygii) osztályának sügéralakúak (Perciformes) rendjébe, ezen belül a doktorhalfélék (Acanthuridae) családjába tartozó faj.

## Előfordulása
A Naso tergus a Csendes-óceán nyugati felén fordul elő. Tajvan tengerpart menti vizeinek az egyik endemikus hala.

## Megjelenése
E halfajnak a hímje legfeljebb 34,7 centiméter, míg a nősténye 32,5 centiméter hosszú. A hátúszóján 6 tüske és 26-30 sugár, míg a farok alatti úszóján 2 tüske és 26-28 sugár ül. A faroktő két oldalán két-két kiemelkedő lemezke látható. A szemei eléggé nagyok. A felső állcsont (maxilla) 100-120, az állkapocscsont (mandibula) 90-110 fog ül. A testszíne egyszínű barna.

## Életmódja
Szubtrópusi és tengeri hal, amely a korallzátonyokon él. 70-80 méteres mélységekben tartózkodik. Tápláléka a tengerfenéken élő rákok és kagylók.

## Halászata
A Naso tergust mélytengeri hálókkal és horgos zsinórokkal halásszák.